# Швіцька порода
Швіцька порода — порода великої рогатої худоби молочно-м'ясного напряму. Виведена у Швейцарії в кантоні Швіц (звідси й назва) з місцевої бурої короткорогої худоби.

## Назва
У англомовній літературі найвживанішою назвою породи є «Brown Swiss», або «Swiss Brown» («бура швіцька»). Використовується також назва «Schwyz» («швіцька порода»). Використовувалася також назва з написанням «Schwitz breed» («швіцька порода») однак, наразі назви «Schwitz» та «Schwiz» не є припустимими в англійській мові для швіцької породи бо є назвами іншої породи. [джерело?]

## Історія
У Рос. імперію тварин швіцької породи почали завозити з 2-ї половини 19 століття. Використовувалась при виведенні лебединської породи, костромської породи, бурої карпатської породи, кавказької й алатауської порід.

## Опис
Масть бура або мишаста, шерсть навколо носового дзеркала і очей світліша, на спині світла смуга. Тварини мають міцну будову тіла, добре пристосовуються до різних кліматич. умов. Голова середнього розміру, на шиї складки шкіри, груди широкі і глибокі, круп широкий, довгий, вим'я правильної форми. Жива маса корів 570—600 кг, бугаїв — 900—1000 кг. Середньорічний надій 4000—4500 кг молока жирністю 3,7—3,8 %. Тварини скороспілі, мають добрі м'ясні якості. Забійний вихід 56—59 %.

## Поширення
Швіцька порода поширена в Італії, Німеччині, Австрії, Північній і Південній Америці, РФ. В Україні швіцьку худобу розводять у Сумській, Закарпатській, частково в Чернігівській та Харківській областях. У господарствах України налічується до 1000 голів швіцької породи.

## Виноски
1. ↑  Swiss Brown (Shvitskaya) [Архівовано 12 жовтня 2012 у Wayback Machine.]. // N.G. Dmitriev, L.K. Ernst. Animal genetic resources of the USSR. — Food and Agriculture Organization of the United Nations, Rome. — 1989. ISBN 92-5-102582-7 (англ.)
2. 1 2 3  Swiss Brown. // Mason's World Dictionary of Livestock Breeds, Types and Varieties [Архівовано 20 грудня 2016 у Wayback Machine.] / revised by Valerie Porter. — 5th edition. — CABI, 2002. P. 111, ISBN 0 85199 430 X. (англ.)
3. ↑  Proceedings of the New York Farmers. — 1897. P. 9 [Архівовано 20 грудня 2016 у Wayback Machine.]. (англ.)
4. 1 2   М. А. Кравченко. Швіцька порода. // Українська радянська енциклопедія : у 12 т. / гол. ред. М. П. Бажан ; редкол.: О. К. Антонов та ін. — 2-ге вид. — К. : Головна редакція УРЕ, 1974–1985. — Т. 12 — 1985.
5. ↑  М. В. Зубець, Й. 3. Сірацький. Швіцька порода. Інтернет-портал «Аграрний сектор України» http://agroua.net. Національний університет біоресурсів і природокористування України, Національна академія аграрних наук України. Архів оригіналу за 5 травня 2015. Процитовано грудень 2016. {{cite web}}: Зовнішнє посилання в |work= (довідка) [Архівовано 5 травня 2015 у Wayback Machine.]